# Keelflap

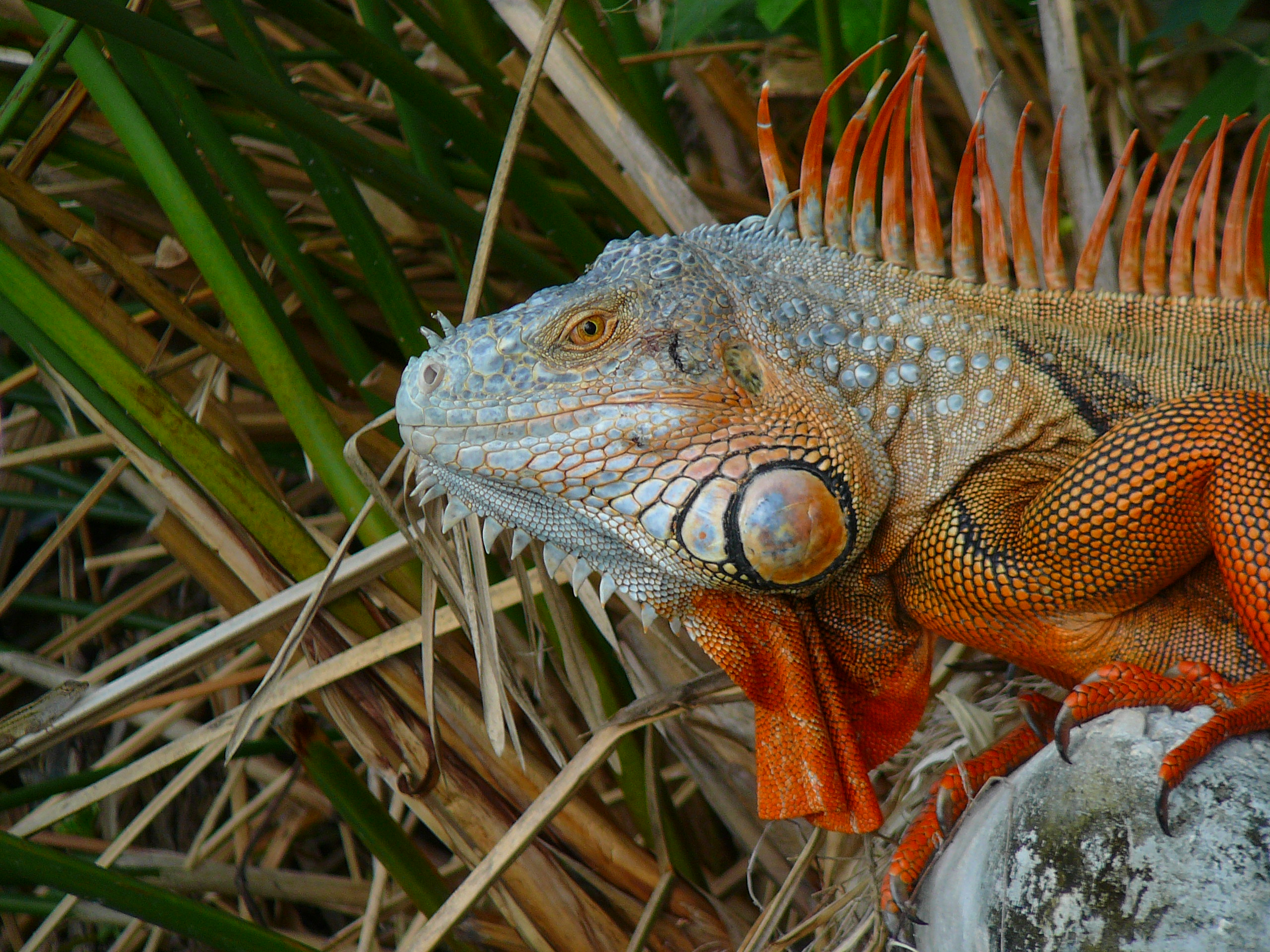
De keelwam van de groene leguaan, onder de grote ronde schub.

Een keelflap is een onbeweeglijke huidflap aan de keel van sommige hagedissen, zoals de groene leguaan (Iguana iguana). Deze flap dient als geslachtskenmerk, grotere mannetjes hebben een onevenredig grotere keelflap. 
Bij de hagedissen komen ook de keelwam en de keelzak voor, die echter beweeglijk zijn; respectievelijk uitklapbaar en opblaasbaar.